# NoBody's Perfect
Pour les articles homonymes, voir Nobody's Perfect et Nobody's Perfekt.
Pour plus de détails, voir Fiche technique et Distribution.
NoBody's Perfect est un film documentaire allemand écrit et réalisé par Niko von Glasow et sorti en 2008. 
Le film a remporté le prix du meilleur film documentaire allemand au Deutscher Filmpreis en 2009.

## Synopsis
NoBody's Perfect montre le réalisateur Niko von Glasow à la recherche de onze personnes nées handicapées comme lui, à cause des effets secondaires désastreux de la thalidomide et prêtes à poser nues pour un calendrier.

## Fiche technique
- Titre français : NoBody's Perfect
- Réalisation : Niko von Glasow
- Scénario : Niko von Glasow, Kiki von Glasow
- Photographie : Ania Dabrowska
- Montage : Mechthild Barth
- Musique :
- Pays d'origine : Allemagne
- Langue originale : allemand
- Format : couleur
- Genre : documentaire
- Durée : 84 minutes
- Dates de sortie :
  -  Suisse : 9 août 2008 (Locarno Film Festival)

## Distribution
Toutes les personnalités sont dans leur propre rôle.
- Fred Dove
- Mat Fraser
- Stefan Fricke
- Sigrid Kwella
- Andreas Meyer
- Kim Morton
- Doris Pakendorf
- Sofia Plich
- Petra Uttenweiler
- Bianca Vogel
- Mandel von Glasow
- Niko von Glasow
- Theo Zavelberg

## Prix et récompenses
Le film a remporté le Prix du meilleur documentaire au Deutscher Filmpreis en 2009 et a été plébiscité dans le monde entier. 

### Conséquences
Grâce au succès mondial du film, Niko von Glasow a pu rencontrer divers hommes politiques et journalistes. Une campagne efficace a abouti à la décision du gouvernement allemand d'augmenter les indemnités mensuelles (qui représenteront plus de 2,7 milliards d'euros au cours des trente années suivantes) en faveur des 2 700 victimes survivantes de la thalidomide en Allemagne.